# ۱۳۳ (پیش از میلاد)
۱۳۳ (پیش از میلاد) ۱۳۳مین سال قبل از تقویم میلادی است.